# Hyperolius ruvuensis
Hyperolius ruvuensis é uma espécie de anfíbio anuro da família Hyperoliidae. O seu estado de conservação ainda não foi avaliado pela Lista Vermelha da UICN. Está presente na Tanzânia.